# HMS Blackan (M44)
HMS Blackan (M44) var en minsvepare i svenska flottan av typ fiskeminsvepare byggd i trä avsedd att utbilda besättningar för mobilisering till tjänstgöring ombord på trålare modifierade för hjälpminsvepning. Användes även till ubåtsjakt som utläggare och avlyssningsplattform för passiva hydrofonbojsystem. Byggdes 1985-86 om till röjdykarfartyg och användes som det fram till 1999. Fartyget var det enda av de 4 röjdykarfartygen (Blackan, Galten, Dämman, Hisingen) som byggdes om med modern brygga, kamevapropeller och ombyggd inredning. Låg på Hasslövarvet 2002 och väntade på att säljas.
Idag är Blackan ett civilt dykfartyg baserat i Stockholms södra skärgård.